# (73887) 1997 ED7
(73887) 1997 ED7 – planetoida z pasa głównego asteroid okrążająca Słońce w ciągu 3,8 lat w średniej odległości 2,44 j.a. Odkryta 3 marca 1997 roku.